# Owen Teague
Pour les articles homonymes, voir  Teague.
Owen Teague est un acteur américain, né le 8 décembre 1998 à Tampa (Floride). Il est notamment connu pour les longs métrages Every Day et I See You ainsi que pour sa participation à plusieurs séries et mini-séries télévisées comme Bloodline, Mrs. Fletcher et The Stand.

## Biographie

### Jeunesse et études
Owen William Teague naît et grandit à Tampa, en Floride. Ses parents sont tous les deux musiciens. Il joue lui-même du violon jusqu'à l'âge de 15 ans. Il s’intéresse dès son plus jeune au métier d'acteur et participe plus tard à des producteurs théâtrales. Il est membre du Movie Makers Club dans son école de Macfarlane Park (en). Il étudie ensuite à l'école des arts du lycée de Howard W. Blake (en) à Tampa.

### Carrière
Owen Teague commence sa carrière à la télévision, apparaissant dans le pilote de la série télévisée Malibu Country en 2012. Il fait ensuite une petite apparition dans un épisode de la quatrième saison de NCIS : Los Angeles.
Dès 2015, il se fait davantage connaitre avec son rôle de Nolan Rayburn dans la série Bloodline et la deuxième saison, puis dans l'épisode Archange de la série anthologique Black Mirror, épisode réalisé par Jodie Foster. Il fréquente encore le lycée alors qu'il tourne Bloodline,.
En 2016, il apparait dans Cell Phone, film adapté du roman Cellulaire de Stephen King. Il est choisi pour une nouvelle adaptation de cet auteur de romans horrifiques, en incarnant Patrick Hockstetter dans Ça (It, 2017) et sa suite Ça : Chapitre 2 (It: Chapter Two, 2019),,,.
En juillet 2017, il tient un rôle dans le film romantique Every Day (2018) de Michael Sucsy.
En janvier 2018, il rejoint la célèbre agence artistique CAA.
En 2019, il incarne Julian dans la mini-série Mrs. Fletcher pour HBO. Il apparait également dans le thriller I See You.
Il se retrouve dans une nouvelle adaptation de Stephen King, la mini-série The Stand (2020), avouant que Le Fléau est l'un de ses romans favoris depuis l'âge de 13 ans. Sa performance est saluée par la presse. Selon le magazine Consequence of Sound, il est d'une « perfection nuancée, capturant l'insécurité, l'emphase et la rage de l'un des personnages les plus dynamiques de la vaste tapisserie de King. »
En août 2022, il est annoncé dans le rôle principal du prochain film La Planète des singes : Le Nouveau Royaume de Wes Ball qui sortira en 2024.

## Filmographie

### Cinéma

#### Longs métrages
- 2013 : Contest d'Anthony Joseph Giunta : Bobby
- 2014 : Le Dernier des guerriers (Echoes of War) de Kane Senes : Samuel Riley
- 2015 : Walt avant Mickey (Walt Before Mickey) de Khoa Le : Walt Disney jeune
- 2015 : Wild in Blue de Matthew Berkowitz : Charlie jeune
- 2016 : Cell Phone (Cell) de Tod Williams : Jordan
- 2017 : Ça (It) d'Andrés Muschietti : Patrick Hockstetter
- 2018 : Every Day de Michael Sucsy : Alexander / A
- 2019 : I See You d'Adam Randall : Alec Travers
- 2019 : Mary de Michael Goi : Tommy
- 2019 : Ça : Chapitre 2 (It: Chapter Two) d'Andrés Muschietti : Patrick Hockstetter
- 2019 : Inherit the Viper d'Anthony Jerjen : Boots Conley
- 2020 : The Empty Man de David A. Prior : Duncan West
- 2021 : Montana Story de Scott McGehee et David Siegel : Cal
- 2022 : To Leslie de Michael Morris (en) : James
- 2022 : Gone in the Night d'Eli Horowitz : Al
- 2023 : Reptile de Grant Singer : Rudi Rackozi
- 2023 : You Hurts My Feelings de Nicole Holofcener : Eliot
- 2024 : La Planète des singes : Le Nouveau Royaume (Kingdom of the Planet of the Apes) de Wes Ball : Noa (voix et capture de mouvement)

#### Courts métrages
- 2013 : Under and Above de Julia Swain : Travis
- 2013 : The Visitation de Nick Funk : Clark
- 2013 : Life Rendered d'Emma Needell : Mark

### Télévision

#### Séries télévisées
- 2012 : Malibu Country : Jack
- 2013 : NCIS : Los Angeles : Alex Fryman
- 2013 : CollegeHumor Originals : Mitch
- 2014 : Reckless : La Loi de Charleston (Reckless) : Jacob
- 2015 : Bones : Jesse
- 2015 - 2017 : Bloodline : Nolan Rayburn
- 2016 : Mercy Street : Otis
- 2017 : Black Mirror : Trick
- 2019 : Mrs. Fletcher : Julian Spitzer
- 2020 - 2021 : The Stand : Harold Lauder

#### Téléfilm
- 2022 : Reckless de Martin Campbell : Jacob